# لاماشاگا
لاماشاگا (انگلیسی: Lammašaga) ایزدبانویی میان‌رودانی بود که به‌عنوان سوکال (دبیر یا خدمت‌کار الهی) باو شناخته می‌شد. او به دسته‌ای از ایزدان نگهبان موسوم به گاو بال‌دار تعلق داشت. پرستش او در آغاز در لاگاش و گیرسو رواج داشت، گرچه شواهدی از پرستش او در شهرهای دیگر نیز در دست است. یک سرود مذهبی دربارهٔ او در مدارس کاتبان در امپراتوری بابل کهن رونویسی می‌شده است.

## نام و ویژگی‌ها

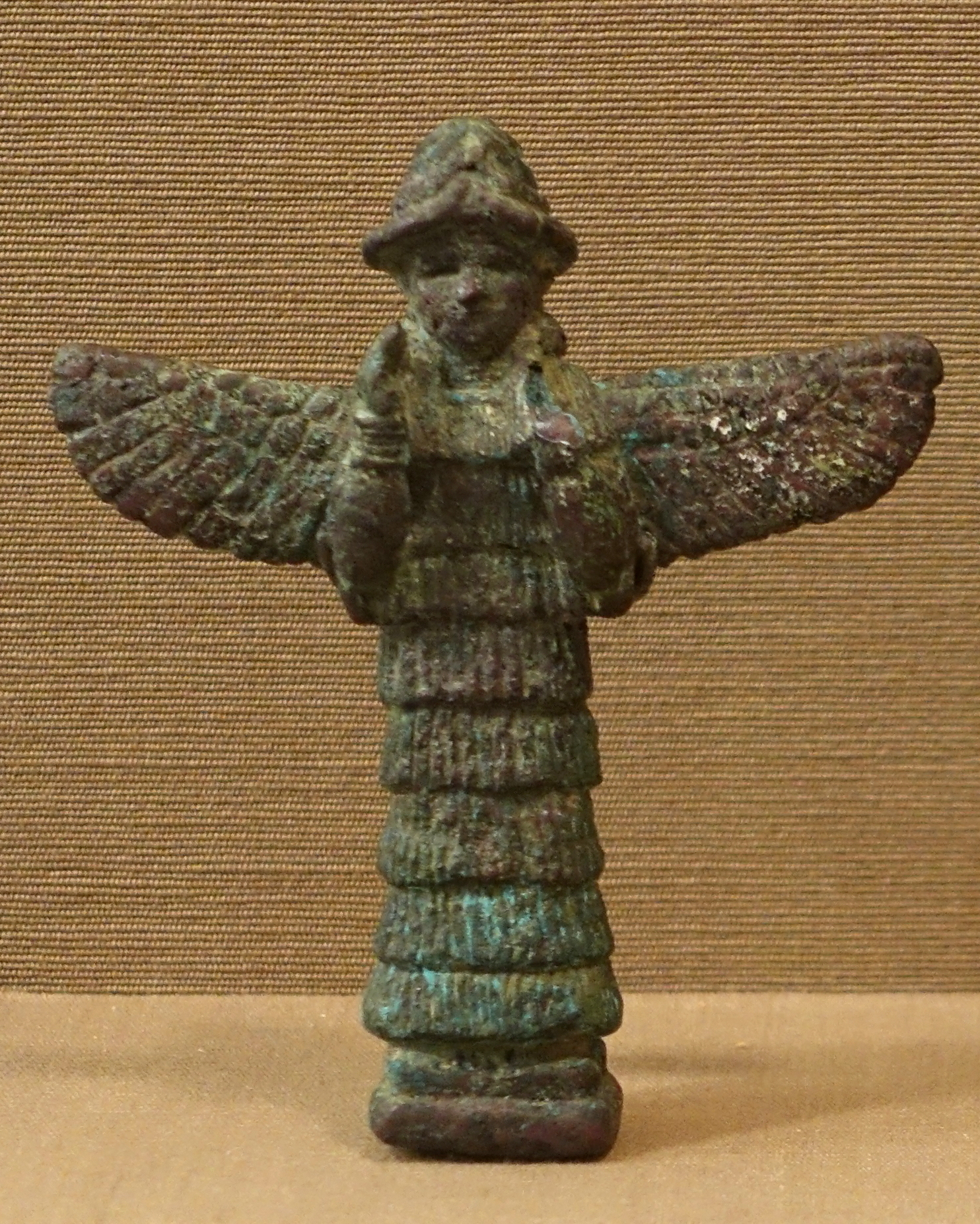
پیکره‌ای از یک ایزد لاما مربوط به دوره ایسین-لارسا. مؤسسه خاورشناسی دانشگاه شیکاگو، شیکاگو.

نام لاماشاگا را می‌توان «روح نگهبان خوب» یا «گاو بال‌دار نیک» ترجمه کرد. واژهٔ «لاما» به نوعی ایزدبانوی نگهبان اشاره دارد. واژهٔ «لاما» گاهی خود به ایزدبانو اشاره دارد. ایرنه سیبینگ-پلنتهولت یادآور شده که افزودن عنصر «شاگا» به نام ایزد در نمونه‌های دیگری همچون «مِمِشاگا» نیز دیده می‌شود که شکلی از نام ایزدبانوی مِمِه است.
لاماشاگا به‌عنوان سوکال باو عمل می‌کرد. باور بر این بود که او میان باو و نیایشگران واسطه‌گری می‌کرد. نقش او احتمالاً در نام شخصی «لاما-سوکال» بازتاب یافته است. پیوند میان او و باو از دوره‌های نخست تاریخ ثبت‌شدهٔ میان‌رودان مستند است. ایزدان دیگر نیز ممکن بود «لامای» ویژهٔ خود را داشته باشند؛ برای نمونه، در یکی از سرودهای نانشه، لامای او با نام دینگیرDUMU.TUR-شُوگی شناخته می‌شود. نام «لاماشاگا» همچنین برای لامای شخصی لوگالباندا (شاه خدایی‌شده) نیز به کار می‌رفت، گرچه به گفته Åke W. Sjöberg باید میان این لاما و ایزدبانوی مورد بحث تمایز قائل شد. لامای باو همچنین با عنوان «لامای تارسی‌رسیر»، که نام معبد او در گیرسو بوده، نیز یاد شده است، چنان‌که در یکی از کتیبه‌های دورهٔ اور-باو دیده می‌شود. اشاره‌ای دیگر به «لامای تارسی‌رسیر» در کتیبه‌ای از ناماهانی نیز آمده است.
برخی کوشش کرده‌اند ثابت کنند که تئونیم «لاماشاگا» ممکن است اشاره‌ای به تجلی‌ای از باو باشد، نه ایزدی مستقل. با این حال، کریستوفر متکالف در پژوهشی جدید خاطرنشان می‌کند که هرچند شواهد گاه مبهم‌اند و ممکن است در دوره‌های گوناگون باورها تفاوت داشته باشند، با این‌حال نشانه‌های کافی برای پذیرش لاماشاگا به‌عنوان ایزدبانویی مستقل وجود دارد.
در متنی نجومی آمده که mulلام-مو، ستارهٔ لاما، با سوکال باو، یعنی لاماشاگا، یکی دانسته می‌شود. همین جرم آسمانی با «اورماشوم»، سوکال گولا, نیز مرتبط شده است. به‌احتمال زیاد این ستاره همان کرکس نشسته است.

## پرستش
قدیمی‌ترین شواهد مربوط به لاماشاگا از متون دوره دودمانی آغازین از شهرهای لاگاش (ال‌هیبه) و گیرسو (تلو) به‌دست آمده است. اوروکاگینا پرستشگاهی (معبد) به‌نام او ساخت که در آن نیایشگاه‌هایی برای ایزدان «زازارو»، «نیپائه» و اورنُونتا-ئا نیز وجود داشت.
او همچنین در یکی از معماهای کهن یاد شده است؛ در این متن گفته شده که لاماشاگا ایزدبانوی شهری بوده که نامش حفظ نشده، اما در آن، آبراهی به نام «لاما-ایگی-بار» قرار داشته است. این متن که به سدهٔ بیست‌وچهارم پیش از میلاد بازمی‌گردد، کهن‌ترین ارجاع شناخته‌شده به مفهوم «لاما» در سراسر مجموعهٔ متون خط میخی میان‌رودان به‌شمار می‌رود و می‌تواند نشان دهد که این مفهوم در آغاز در سرزمین لاگاش پدید آمده و سپس به دیگر مناطق گسترش یافته است.
همسر اور-نینگیرسو یکم پیکره‌ای به‌شکل گاوی با سر انسان به «لاما-الههٔ باو» در معبد ابابار در لارسا اهدا کرد. خود اور-نینگیرسو نیز پرستشگاهی در گیرسو برای لاماشاگا ساخت، گرچه در کتیبه‌هایش ایزد مورد اشاره نینسون معرفی شده است. با این حال، هیچ نشانه‌ای در دست نیست که لاماشاگا، در مقام ایزدی مستقل، همان نینسون باشد. به‌گفتهٔ «کلاوس ویلکه»، در مواردی که از لاماشاگا برای اشاره به نینسون استفاده شده، این واژه صرفاً نقشی چون صفت یا لقب داشته است.
در کتیبه‌ای از سامسو-ایلونا آمده است که او لاماشاگا را به معبد ابابار در سیپار بازگردانده است، معبدی که به شمش (ایزد) و آیا (الهه) اختصاص داشت. در یکی از اسناد نیز از لاماشاگا به‌عنوان ایزدبانوای از پانتئون نیپور یاد شده است، جایی که نام او میان نام‌های اراگال و نینیما آمده است.

## ادبیات
سرود «باو آ» (Bau A), گرچه در ادبیات امروزی این‌گونه نامیده شده، در واقع بر لاماشاگا متمرکز است، و احتمال دارد در گیرسو نگاشته شده باشد. با وجود افول لاگاش به‌عنوان یک دولت، این متن بخشی از برنامهٔ آموزشی مدارس کاتبان در امپراتوری بابل کهن بود، و به‌نظر می‌رسد که انتشار گسترده‌ای داشته است.
این سرود به‌دلیل بهره‌گیری از واژگانی که در دیگر متون سومری مشابه دیده نمی‌شوند، اما در فهرست‌های واژگان متداول‌اند، دشوار ترجمه تلقی می‌شود. به‌گفتهٔ کریستوفر متکالف، این سرود توصیف پیکره‌ای از لاماشاگا است، و احتمال دارد که در آیینی برای جای‌دادن این مجسمه در معبد استفاده می‌شده است. این برداشت را «جرمایا پیترسون» نیز پذیرفته، اگرچه یادآور می‌شود که باید با احتیاط نگریست، زیرا در ادبیات میان‌رودانی، واژگان مربوط به موجودات زنده و پیکره‌ها گاه هم‌پوشانی دارند.
در متن از لاماشاگا با لقب «ایزدبانوی خورشید سرزمین» یاد شده است. این لقب به‌معنای خصلت خورشیدی او نیست، بلکه نشانگر خیرخواهی و جایگاه ویژهٔ او نزد پرستندگانش است. در متن همچنین آمده است که او «لوح زندگی» را از آسمان به زمین آورد. این شیء که از لوح سرنوشت‌ها متمایز است، اما به‌باور Janice Barrabee با آن پیوند دارد، در جاهای دیگر نیز با ایزدان مختلفی چون نینیما، مانونگال، Ḫaya و نیسابا مرتبط شده است. باور بر این بود که خدایان با آن لوح، کردار نیک انسان‌ها را ثبت می‌کردند.
پس از شرح نقش لاماشاگا در دربار باو، این سرود به توصیف پیکرهٔ او در سه بخش می‌پردازد: بخش نخست سر، پشت گردن، پیشانی، لب‌ها، گوش‌ها و آرواره‌ها؛ بخش دوم پوست، گردن، پهلوها، اندام‌ها و انگشتان؛ و بخش سوم ناف، لگن و اندام تناسلی. پیترسون می‌نویسد که برخی از بخش‌های متن را می‌توان نوعی شعر اروتیک دانست. هرچند در متن از پادشاهی نیز یاد شده که احتمالاً در جایگاه نیایشگر از شفاعت لاماشاگا نزد باو بهره می‌جوید، نام او در نسخه‌های باقی‌مانده ذکر نشده است، و به‌همین دلیل نمی‌توان تاریخ سرایش دقیق متن را تعیین کرد.
اشاره‌ای احتمالی به لاماشاگا در سرود سوگواره اور نیز آمده است، که در آن گفته می‌شود: «لامای اِتارسی‌رسیر اور را ترک گفت.» نمونه‌های دیگری نیز از ترک‌کردن وظیفه توسط ایزدان لاما وجود دارد، چنان‌که در سوگواره اوروک آمده است: «[لامای شهر] گریخت؛ لامای آن (گفت): ‘در بیابان پنهان شو!’ و راهی ناآشنا در پیش گرفت.»